# Acacia dolichocephala
Acacia dolichocephala é uma espécie de leguminosa do gênero Acacia, pertencente à família Fabaceae.